# Jonge Christendemocratische Volkspartij

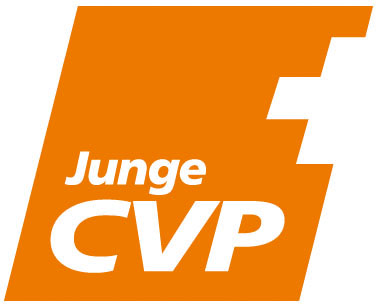
Logo

De Jonge Christendemocratische Volkspartij van Zwitserland, kortweg Jonge CVP genaamd (Duits: Junge Christlich-Demokratische Volkspartei der Schweiz, Frans: Jeunes Démocrates-Chrétiens Suisses, Italiaans: Giovani Democratici Cristiani Svizzeri, Reto-Romaans: Giuvna Partida Cristiandemocratica Svizra), is een jeugdpartij in Zwitserland die nauw verwant is aan de Christendemocratische Volkspartij (CVP), maar is wel organisatorisch en juridisch zelfstandig. De partij voert een eigen politieke lijn. De partij is sociaalliberaal en christelijk (vooral op moraal-ethisch gebied), maar niet - zoals de CVP - specifiek rooms-katholiek. Over het algemeen is de Jonge CVP progressiever dan de CVP.
Op de federale kieslijst van de CVP staan meestal kandidaten van de Jonge CVP. Ook op kantonnaal niveau staan er meestal kandidaten van de Jonge CVP op de CVP lijst, maar in sommige kantons komt men met een eigen lijst voor de verkiezingen. In de kantonsparlementen van Aargau, Bazel-Stad, Graubündenen en Wallis heeft de Jonge CVP eigen fracties.
De Jonge CVP telt ca. 2000 leden. Simon Overbeck uit Birsfelden, Basel-Landschaft is de voorzitter van de Jonge CVP. Vicevoorzitters zijn Madeleine Keel (SG) en Carmelo Laganà (GE).